# Cessey-sur-Tille
Cessey-sur-Tille település Franciaországban, Côte-d’Or megyében. Lakosainak száma 625 fő (2022. január 1.). Cessey-sur-Tille Remilly-sur-Tille, Bressey-sur-Tille, Chambeire, Genlis, Izier és Labergement-Foigney községekkel határos.

## Népesség
A település népességének változása:
| Lakosok száma | 314  | 379  | 402  | 528  | 623  | 631  | 622  | 617  | 611  | 625  |
|               | 1968 | 1982 | 1990 | 2006 | 2013 | 2015 | 2017 | 2019 | 2020 | 2022 |